# 橋津駅
橋津駅（はしづえき）は、かつて大分県宇佐郡宇佐町（現・宇佐市）にあった大分交通宇佐参宮線の駅（廃駅）である。

## 概要
1916年（大正5年）3月1日の大分交通宇佐参宮線全線開業に伴い開業。1965年（昭和40年）8月21日の宇佐参宮線の全線廃止に伴い廃止された。

## 歴史
- 1916年（大正5年）3月1日：宇佐参宮鉄道の駅として開業。
- 1945年（昭和20年）4月20日：宇佐参宮鉄道の統合に伴い大分交通宇佐参宮線の駅となる。
- 1965年（昭和40年）8月21日：宇佐参宮線全線廃止に伴い廃止。

## 駅構造
単式ホーム1面1線を有する地上駅であり、駅舎を併設していた。駅入口側には踏切があった。

## 駅周辺
- 北馬城郵便局
- 宇佐市立宇佐中学校
- 宇佐市立北馬城小学校
- 学校法人長野学園むつみ幼稚園
- 貴船神社（橋津）
- 橋津神社
- 和気清麻呂公 船つなぎ石[3][4]
- 国道10号
- 大分県道213号長洲宇佐線
- 大分県道629号和気佐野線
- 大交北部バス「和気」停留所 - 国道10号沿い。
- 寄藻川 - 駅跡地の東側に寄藻橋が架かる。

## 跡地
建設業の事務所（工務店）となったため、遺構は残っていない。

## 隣の駅
大分交通
宇佐参宮線
宇佐駅 - 橋津駅 - 宇佐高校前駅